# Metal Conflict
Pour les articles homonymes, voir Conflict.
Metal Conflict (Metal Fatigue hors de France) est un jeu vidéo de stratégie en temps réel développé par Zono, publié le 31 juillet 2000 par TalonSoft aux États-Unis, et par Psygnosis le 18 mai 2000 en Europe. À sa sortie, le jeu est souvent comparé à Total Annihilation, mais la presse spécialisée note qu'il ne révolutionne pas le genre.
Le jeu se déroule dans un univers de science-fiction dans lequel trois grandes corporations s'affrontent pour s'emparer de technologies extraterrestres. Metal Conflict se distingue néanmoins de Total Annihilation par l'introduction d'unités beaucoup plus puissantes que les unités conventionnelles (des robots géants — correspondants aux mechas chez d'autres auteurs — fabriqués à partir de pièces détachées aux caractéristiques variées) et innove en introduisant un champ de bataille divisé en trois plans (sous-sol, surface, bases en orbite).

## Trame
Le jeu se déroule au XXIIIe siècle : l'invention de vaisseaux spatiaux capables de voyager à la vitesse de la lumière a permis à l'humanité d'explorer l'univers et, par conséquent, de découvrir des vestiges d'une ancienne race extraterrestre extrêmement avancée, les Hedoths ; celle-ci aurait anéanti les autres civilisations de la galaxie et puis aurait mystérieusement disparu. Le scénario suit le destin des frères Diego, Stefan et Jonus Angelus après que chacun d'eux a rejoint l'une des corporations qui s'affrontent pour s'emparer des technologies des Hedoths.

## Système de jeu
Metal Conflict est un jeu de stratégie en temps réel où le joueur doit gérer ses ressources, développer sa base et créer une armée pour combattre ses adversaires. Le joueur peut contrôler l'une des trois corporations du jeu, chacune disposant de caractéristiques distinctes : la corporation  MilAgro se focalise sur l'attaque, RimTech tente d'équilibrer attaque et défense, et Neuropa se concentre sur la technologie et l'infiltration.
Metal Conflict se distingue par l'introduction, en plus d'unités classiques comme des tanks ou des bombardiers, d'unités de robots de combat extrêmement puissants, les « Combots », fabriqués à partir de pièces détachées (torse, jambes, bras gauche et droit) aux caractéristiques diverses. Lors des affrontements, les Combots peuvent perdre des pièces qui peuvent ensuite être récupérées sur le champ de bataille puis réutilisées, ce qui permet à une corporation d'accéder à des technologies exclusives à une autre corporation.
Le jeu innove en divisant le champ de bataille en trois plans : le sous-sol, la surface, et des bases en orbite. Pour passer d'un niveau à l'autre, le joueur peut construire des ascenseurs et des téléporteurs, ou équiper ses Combots de jetpacks pour qu'ils volent jusqu'en orbite (les Combots ne peuvent pas aller dans les sous-sols). Les ressources en énergie proviennent principalement des bases en orbite (énergie solaire) et du sous-sol (pour la lave, plus riche en énergie),.
Trois campagnes de 10 missions chacune permettent au joueur d'incarner tour à tour l'un des frères Angelus. Le jeu permet également de jouer contre l'intelligence artificielle ou sur des cartes prévues pour le mode multijoueur.

## Accueil
Les critiques ont souvent apprécié Metal Conflict, et notamment la possibilité de combiner les pièces détachées des robots, mais ont considéré certains aspects du jeu comme légèrement inférieurs à ceux de ses rivaux de l'époque : les graphismes sont souvent perçus comme un peu en retard, et surtout l'intensité de chaque partie peut causer de la frustration ; par exemple, AllGame conclut sa critique par « Metal Fatigue is truly one of the most complicated RTS games imaginable and will no doubt test the limits of patience for many gamers. If you're into very complex strategy and long hours on the computer, the game promises to make your day » (c'est-à-dire : « Metal Fatigue est vraiment un STR des plus compliqués et mettra à l'épreuve la patience de nombreux joueurs. Si vous aimez la stratégie complexe et passer des heures devant l'ordinateur, le jeu a de grandes chances de vous satisfaire »).